# Дем'янськ
Дем'янськ (рос. Демянск) — селище міського типу (з 1960 року) в Новгородській області Російської Федерації, адміністративний центр Дем'янського муніципального району. За станом на 2014 рік у селищі мешкало 4859 осіб.
Дем'янськ розташований на річці Явонь (басейн озера Ільмень) на відстані 181 км на південь від Великого Новгорода, у 41 км південніше залізничної станції Личково (лінія Стара Русса — Бологоє-Московське). Дем'янськ входить до переліку історичних міст Росії.
Перша згадка про населений пункт відноситься до 1406 року, у Списку руських міст далеких і близьких він фігурує під ім'ям Демон (Деман, Дем'ян).